# 令希图书馆

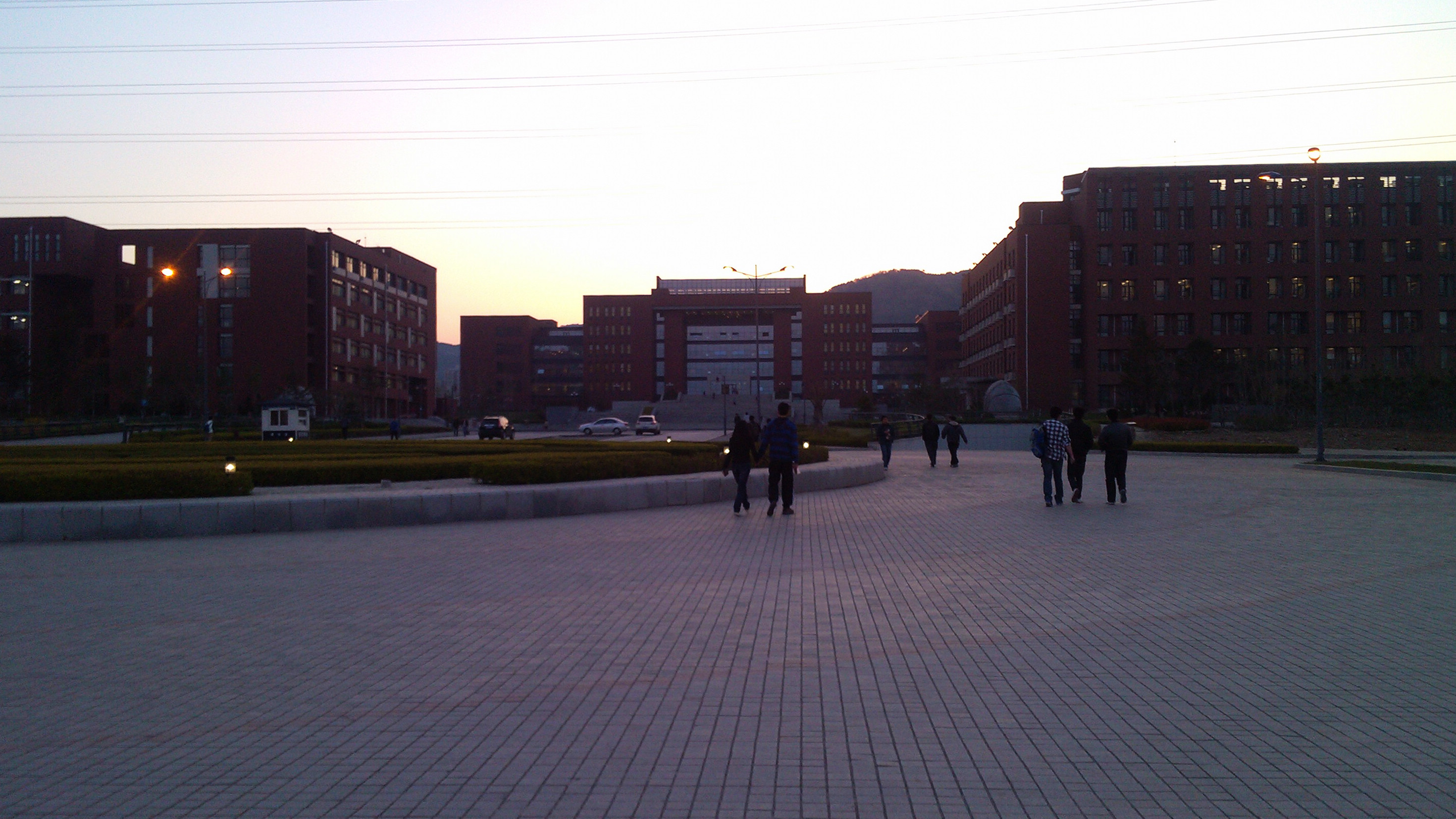
令希图书馆坐落于大连理工大学西部校区

令希图书馆坐落于大连理工大学西部校区，是为纪念力学家、教育家钱令希院士而得名的一座现代化图书馆，隶属于大连理工大学图书馆系统，是大连理工大学的地标建筑。令希图书馆于2010年12月6日落成并投入试运行，于20日开始借书服务，有藏书上百万本，占地面积约30000平方米，设座3000余席。

## 馆藏
作为大连理工大学图书馆中的“工程馆”，截止2011年3月25日，令希图书馆共有文献约70万册，其中有期刊1700余种共20.3万册；藏书量超过103万册。令希图书馆以理工科藏书为主，此外还有5万种中外电子期刊，以及合订期刊25万余册等。

## 设施
令希图书馆共6层，其中一层为非阅览区，二到六层向读者开放。全馆覆盖大连理工大学Wi-Fi网络，供师生免费使用。馆内有三部电梯和两条楼梯对读者开放，并通往各楼层。

### 阅览区
令希图书馆正门设在二楼。二层设置总服务台，提供借还书和各种咨询服务。南侧为201文艺期刊、报纸阅览区，有讨论区和电子报纸阅览机，另有一条螺旋楼梯通往三楼。北侧202电子学习区，有机房和自习区。该楼层还设有饮品自动贩卖机等，钱令希塑像亦设立于此。
三到六楼为大开间开架阅览室，采光充足，座位齐备；设有网络信息服务点可免费进行图书、文献检索的电脑；另有咨询台、研究间等设施。走廊设有打印机、洗手间、饮水间等。

### 非阅览区
令希图书馆一楼设置密集书库及变配电间、计算机网络机房、消防水池、水泵房等设备用房，为非阅览区，不向读者开放。